# Cire Trudon
Pour l’article homonyme, voir Trudon.
 (avril 2018).
- Si vous ne connaissez pas le sujet, laissez ce bandeau (vous pouvez alors contacter les auteurs).
- Si vous supprimez le contenu mis en cause (vous pouvez préalablement contacter les auteurs),

argumentez précisément cette suppression dans la page de discussion
(un manque de référence n'est pas un argument ; une recherche réelle de référence doit avoir été effectuée, être formellement documentée).
 (avril 2018).
Si vous disposez d'ouvrages ou d'articles de référence ou si vous connaissez des sites web de qualité traitant du thème abordé ici, merci de compléter l'article en donnant les références utiles à sa vérifiabilité et en les liant à la section « Notes et références ».

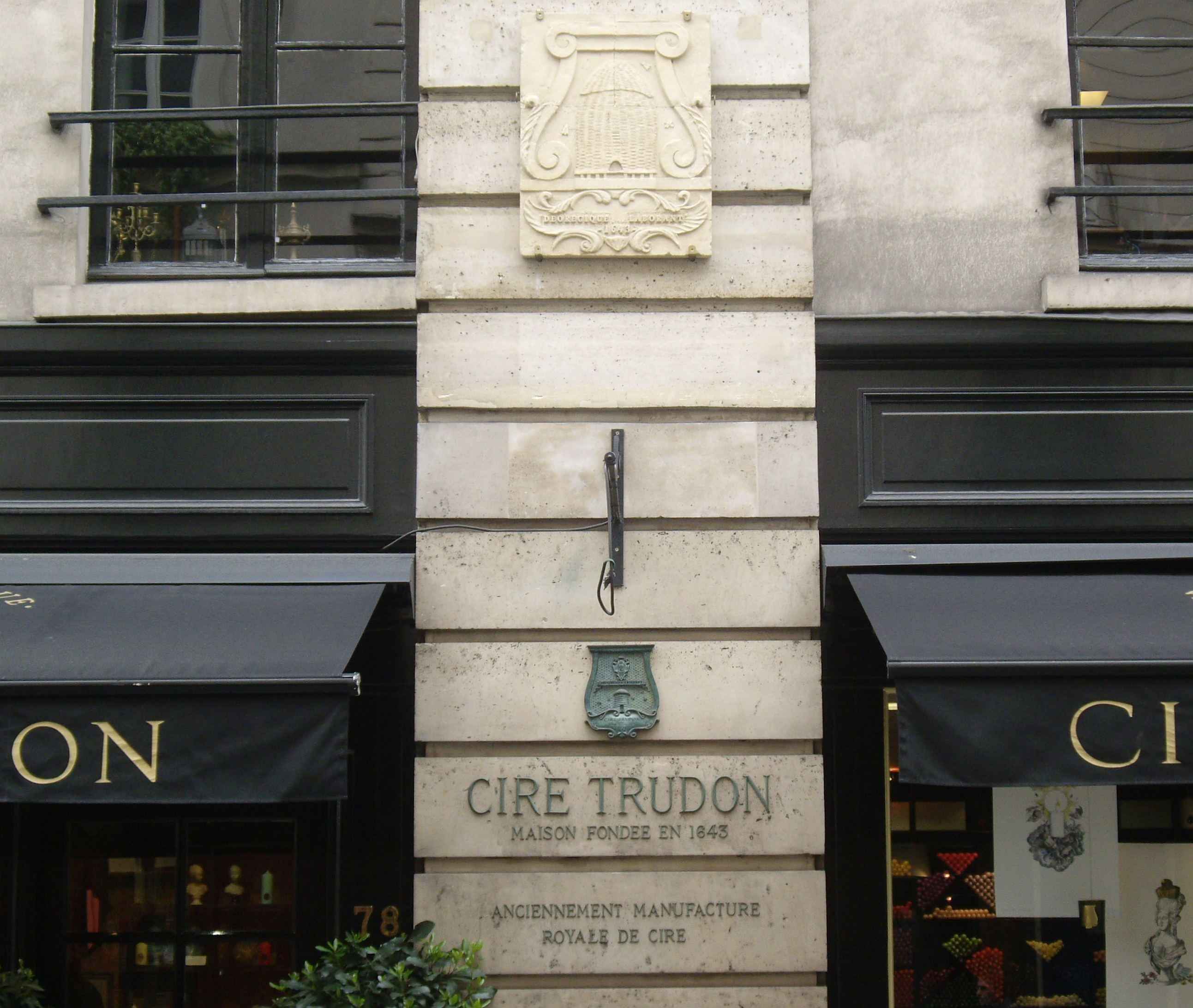
Plaques de la maison Cire Trudon au no 78 de la rue de Seine, dans le 6e arrondissement de Paris.

Cire Trudon est une entreprise française œuvrant dans le domaine de la cire. Fondée en 1643, elle est le pourvoyeur de la cour royale du Roi Soleil, ainsi que de la plupart des grandes églises de France. Depuis 2007, elle se spécialise dans la fabrication de bougies parfumées et possèdes des boutiques dans le monde entier.
Cire Trudon fut la plus grande manufacture de cire du Royaume de France aux XVIIe et XVIIIe siècles. En 1762, dans son encyclopédie « L'art du cirier », l'ingénieur Henri Louis Duhamel du Monceau, vante le savoir-faire des Trudon et donne l'exemple de la fabrication. Un tel niveau de qualité a conduit le roi Louis XIV à élever Charles Trudon au rang de la noblesse française sous le nom de comte Trudon des Ormes.

## Histoire de la Maison

### Naissance de la manufacture
En 1643, Claude Trudon devient propriétaire d’une boutique rue Saint-Honoré. Il y développe une activité d’épicier et de cirier. Les bougies qu’il fabrique servent aux paroisses et à l’éclairage domestique. 
Son fils Jacques devient ensuite un droguiste-cirier et est admis à la cour de Versailles, en 1687, sous le titre d'apothicaire-distillateur de la reine Marie-Thérèse.

### XVIIIesiècle
L'entreprise utilise de la cire d’abeilles pour fabriquer ses bougies. Elle prend pour devise « Deo regique laborant », qui signifie en français « elles travaillent pour Dieu et le Roi » (« Elles » désignant les abeilles). 
Plus d'une centaine d'ouvriers œuvrent alors dans un vaste bâtiment d'Antony, inscrit aux monuments historiques, avant de continuer dans la commune voisine de Bourg-la-Reine jusqu'en 1971. 
En 1737, l'héritier des Trudon, Jérôme Trudon, rachète l'une des fabriques de cire de l'époque, appartenant aux Péan de Saint-Gilles, la « Manufacture d'Antony pour le blanchissage des cires et la fabrique des bougies » créée en 1702. Brice Péan de Saint-Gilles est alors « cirier ordinaire du Roi ». 
En 1762, dans L’Encyclopédie, l'ingénieur Duhamel du Monceau cite les chandelles de l'entreprise[réf. nécessaire].  Charles Trudon est anobli par Louis XVI et obtient le titre de « Comte Trudon des Ormes »[réf. nécessaire].

### XIXesiècle
Sous Napoléon Ier, l'entreprise est fournisseur de la cour impériale. L’Empereur n’offre qu’un seul présent à son fils, l'Aiglon, le jour de sa naissance : un cierge Trudon incrusté de trois pièces d’or à son effigie[réf. nécessaire].
Honoré de Balzac cite la maison Trudon dans César Birotteau en 1837 : « et trois hommes allumaient les bougies. — Il faut cent vingt bougies, dit Braschon. — Un mémoire de deux cents francs chez Trudon, dit madame César dont les plaintes furent arrêtées par un regard du chevalier Birotteau. — Votre fête sera magnifique, dit Braschon. »
En 1889, l'entreprise est récompensée par une médaille d’or à l’Exposition universelle[réf. nécessaire].

### XXIesiècle
En 2007, l’entreprise prend le nom de Cire Trudon et se spécialise dans la fabrication de bougies parfumées[réf. nécessaire]
Ouverte au début du XXe siècle, dans le quartier Saint-Germain-des-Prés, à quelques pas de l’église Saint-Sulpice, entourée de nombreuses boutiques religieuses, la première boutique Trudon propose une gamme de bougies parfumées ou éclairantes[réf. nécessaire].
En 2014, la Maison investit le 11 rue Sainte-Croix-de-la-Bretonnerie, dans le Marais, un quartier historique[réf. nécessaire].
En novembre 2015, Cire Trudon ouvre une nouvelle boutique à New York dans le quartier de Nolita, au 248 Elizabeth Street[réf. nécessaire]. 
L'entreprise Cire Trudon exporte la plupart de sa production. Les exportations totalisent près de 70 % du chiffre d'affaires, soit 7,9 millions d'euros.
En 2019, Cire Trudon possède des boutiques à Paris, Londres, New York, et Séoul.